# التطور من المفهوم الجيني
منظور التطور المرتكز على الجينات أو التطور من زاوية الجينات، نظرية اصطفاء الجينات، أو نظرية الجينات الأنانية، تؤكد أن التطور التكيفي يحدث من خلال البقاء المتباين للجينات المتنافسة، مما يزيد من بروز الأليل من بين الأليلات التي تعزز النجاح الخاص للسمات الظاهرية؛ مع تعريف الجين على أنه «ليس فقط جزء مادي واحد من الحمض النووي بل هو نسخ متماثلة من قطعة محددة من الحمض النووي موزعة في جميع أنحاء العالم».
أنصار وجهة النظر هذه يدعمون حجتهم بأن المعلومات المتوارثة من جيل إلى جيل تنتقل بشكل شبه حصري عن طريق الحمض النووي مما يعني أن مناقشة الاصطفاء الطبيعي والتطور ستكون أفضل إن تم أخذ المفهوم المرتكز على الجينات بعين الاعتبار.
كما يرى أنصار المفهوم المتمحور حول الجينات بأن هذا المفهوم يسمح بفهم ظواهر متنوعة مثل ظهور جين معين على حساب جين آخر أو التنافس الجيني الداخلي اللذان يصعب تفسيرهما.
مفهوم التطور المرتكز على الجينات عبارة عن صيغة أخرى للتطور لكن عن طريق الاصطفاء الطبيعي، نظرية الجسيمات الوراثية، وعدم انتقال الصفات المكتسبة؛ ينص هذا المفهوم على أن الأليلات التي نجحت صفاتها بالظهور سيتم اختيارها بشكل إيجابي ليتم توريثها على حساب الأليلات المتنافسة  في مجموعة الأليلات، ينتج عن هذه العملية ظاهرة التكيف للأليلات التي تحافظ على استمرار تكاثر الكائنات، أو الحفاظ على الكائنات الحية التي تحوي مسبقاً هذه الأليلات، أو حتى انتشار الجينات المشابهة الموجودة في نفس الكائن الحي الذي يحوي الأليلات التي نتكلم عنها.
يمكن ربط هذا المفهوم مع ما كتبه الفيلسوف هنري بيرجسون في كتابه «التطور الإبداعي» (1907م): «الحياة مثل تيار يمر من جرثومة إلى جرثومة من خلال كائن حي متطور؛ يبدو الأمر كما لو أن الكائن الحي نفسه ليس بأهمية الجرثومة، مجرد شيء ثانوي يساعد على تنامي المسعى الحقيقي ليصبح هو نفسه جرثومة جديدة».

## نظرة عامة
مفهوم التطور المرتكز على الجينات هو نموذج لتطور خصائص وسمات الجينات مثل أنانية أو إيثار الجينات.

### الصفات المكتسبة
تم تلخيص مبدأ البيولوجيا الجزيئية بواسطة ماينارد سميث: «إذا كان المبدأ صحيح، وإذا تبين أنه بالفعل الأحماض النووية هي الوسيلة الوحيدة التي تنتقل بواسطتها المعلومات بين الأجيال، فإن تأثير البيولوجيا الجزيئية جوهري على التطور؛ كل المفاهيم التطورية الجديدة تتطلب تغييرات في الأحماض النووية، وهذه التغييرات –الطفرات- هي بالجوهر أمر عرضي  وغير تكيفي؛ التغيرات في مكان آخر –كسيتوبلازما البيضة، المواد المنتقلة عبر المشيمة، أو في حليب الأم- قد تغير نمو الطفل، لكن ما لم يكن التغيير في الأحماض النووية، لن يكون هناك أي أثر تطوري طويل الأمد».
رفض فكرة توريث الصفات المكتسبة يتوافق مع رأي الإحصائي رونالد فيشر الذي أعطى هذا الموضوع أساس رياضي بحت، حيث أظهر كيف أن علم الوراثة المندلية كان متوافق مع الاصطفاء الطبيعي في كتابه عام «النظرية الوراثية للاختيار الطبيعي» (1930م).
مهد جون هولدين وسيوال رايت الطريق إلى صياغة نظرية الجينات الأنانية للحالات التي يمكن أن تؤثر فيها البيئة على الوراثة.

### الجين كـ «واحدة الاصطفاء»
تم تطوير رؤية الجين على أنه واحدة الاصطفاء الرئيسية في أعمال ريتشارد دوكينز، ودابليو دي هاميلتون، وكولين بيتيندريغ، وجورج سي ويليامز، ولكن قام دوكنز بتعميمه وتوسيعه في كتابه «الجين الأناني» (1976م).
وفقاً لكتاب ويليامز (1966م) «التكيف والاصطفاء الطبيعي»: «إن جوهر النظرية الوراثية للاصطفاء الطبيعي هو تحيز إحصائي في المعدلات النسبية لبقاء البدائل (الجينات، الأفراد، إلخ)؛ تتوقف فعالية هذا التحيز للوصول إلى التكيف على الحفاظ على علاقات كمية معينة بين العوامل المؤثرة، شرط واحد ضروري هنا وهو أن الكيان المختار يجب أن يكون على درجة عالية من الاستمرارية وذو معدل منخفض من التغيرات الذاتية، نسبة إلى درجة التحيز (الاختلاف في معاملات الاختيار)». ويليامز، 1966م.
جادل ويليامز على أن «ظاهرة الاصطفاء الطبيعي لكائن ما لا يمكن أن تؤدي بحد ذاتها إلى حدوث تغيير تراكمي، لأن الأنماط الظاهرية هي مظاهر مؤقتة فقط»؛ كل حدث ظاهري هو نتاج متفرد للتفاعل بين الجينوم والبيئة، لا يهم مدى ملائمة أو خصوبة هذا النمط الظاهري لأنه في النهاية سيتم تدميره ولا يوجد أي فرصة لأن يتكرر.
منذ عام 1954م، من المعروف أن الحمض النووي هو المادة الرئيسية للمعلومات الوراثية، وأنه قادر على أن يكرر نفسه بدقة عالية خلال العديد من الأجيال؛ لذلك يمكن أن يكون لـ جين مشفر معين في سلسلة النيوكلوبيز في نسبة محددة من التكرار، استمرارية دائمة ومعدل منخفض من التغييرات الذاتية.
في التكاثر الجنسي الطبيعي، يكون الجينوم بأكمله مزيج فريد لكروموسومات الأب والأم التي يتم إنتاجها في لحظة الإخصاب، وعادة يتم تدميرها مع الكائن الحي، لأن الانقسام والاندماج يعيدان تدمير الأنماط الوراثية؛ حيث يتم نقل نصفها فقط إلى كل سليل بسبب الفصل المستقل.
كما يعني الانتشار المرتفع للانتقال الأفقي للجينات في البكتيريا والعتائق أن الصيغ الجينية لمجموعات التكاثر اللاجنسي تدخل أيضاً في الزمن التطوري؛ النظرة التقليدية لتطور بدائيات النوى يمكن فهمها بالمقام الأول من خلال التباعد النسلي (اختلاف الاستنساخ) والاصطفاء الدوري، يجب أن يتم تعزيزها بتبني التبادل الجيني كقوة خلاقة.
ويستمر الجين ككيان معلوماتي لفترة زمنية هامة في التطور من خلال نسب عالية من النسخ المادية.
في كتابه «نهر من جنة عدن» يستعمل دوكينز عبارة «فائدة وظيفة الله» لشرح وجهة نظره حول الجينات كواحدات للاصطفاء، حيث يستخدم هذه العبارة كمرادف لـ«معنى الحياة» أو «الغرض من الحياة»؛ من خلال إعادة صياغة كلمة «الغرض» التي يستعملها الاقتصاديون بمعنى الفائدة أو ما يزيد عن الحد الأقصى، يحاول دوكينز عكس هندسة «الغرض» في عقل المهندس الإلهي للطبيعة، وأخيراً يجادل دوكينز بأنه من الخطأ الافتراض بأن النظام البيئي والأنواع ككل موجودة «لغرض» ما.
يتابع دوكينز ليقول أنه من غير الصحيح الافتراض بأن الكائنات الحية تؤدي وظيفة ما ذات معنى للحياة، فقط الجينات تملك وظيفة ذات فائدة عظمى من أجل استمرار وجود الكائنات بدون أن تكترث للمعاناة الكبيرة التي تعاني منها الكائنات الحية خلال حياتها.

### الكائنات الحية كمركبات
عادة يتم جمع الجينات معاً داخل الجينوم الموجود داخل الكائن الحي، تتجمع الجينات معاً في الجينوم لأن التكاثر الوراثي يسمح باستثمار الطاقة التي يتم الحصول عليها من الأيض بشكل أفضل بكثير مما هو ممكن من دون التقسيم الوراثي"؛ يقول دوكينز "إن الكائنات الحية هي آلات بقاء للجينات".
يتوقف التأثير الظاهري لجين ما على بيئته، بما في ذلك الجينات التي تشكل الجينوم الواحد، ليس للجين تأثير ثابت أبداً، فإذاً لماذا يمكن القول أنه يوجد جين لصفة السيقان الطويلة؟ ذلك بسبب الاختلافات الظاهرية للأليلات، فيمكن القول أن أليل واحد مسؤول عن ظهور بعض الصفات ضمن مجال معين أي أن تأثيره قد يزيد قليلاً تارة وقد ينقص قليلاً تارة أخرى، مما يسبب بشكل عام سيقان طويلة –مثلاً- لكن إن أمعنا النظر والتحليل فسنلاحظ أن هذا الأليل لم يقدم وظيفة ثابتة أو تأثير ثابت بكل ما تعنيه هذه الكلمة من معنى؛ هذا الاختلاف هو مفتاح الاصطفاء الطبيعي.
يمكن أن يكون للجين تأثيرات ظاهرية متعددة، كل منها قد يكون ذو قيمة إيجابية، أو سلبية، أو محايدة؛ إنها القيمة الانتقائية الصافية لأي أثر ظاهري جيني يحدد مصير الجين؛  على سبيل المثال «جين مسؤول عن زيادة الخصوبة بشكل كبير في سن مبكر، لكنه بنفس الوقت يزيد من احتمال الموت في عمر مبكر، عندها إذا كانت الفائدة تفوق الضرر بشكل متوسطي عند الأفراد والبيئات الموجود فيها هذا الجين، سيتم عندئذ اصطفاء أنواع ظاهرية تحوي على الجين بشكل إيجابي وبالتالي ستزداد نسب هذا الجين عند الأفراد».

## نظرية الجين الأناني
يمكن إعادة صياغة نظرية الجينات الأنانية للاصطفاء الطبيعي على النحو التالي:
«الجينات لا تقدم نفسها كما هي من أجل عملية التدقيق من أجل الاصطفاء الطبيعي، فبدلاً من ذلك تقوم بعرض صفاتها الظاهرية.....؛ تؤدي الاختلافات في الجينات إلى اختلافات في الصفات الظاهرية ولذلك عندما يبدأ الاصطفاء الطبيعي للصفات الظاهرية فإنه يتم بالدرجة الأولى على الجينات المسببة لتلك الصفات الظاهرية؛ وهكذا تظهر الجينات المصطفاة في الأجيال المتعاقبة بما يتناسب مع القيمة الاصطفائية للصفات الظاهرية».
كرونين، 1991م، صفحة 60
النتيجة هي أن«الجينات السائدة في المجموعة الجنسية يجب أن تظهر –كشرط وسطي-  من خلال عدد كبير من التراكيب الوراثية في عدد كبير من الحالات ذات الصفات الظاهرية الأكثر تفضيلاً والأكثر تكرار خلال عدة أجيال»؛ بعبارة أخرى، فإذاً إننا نتوقع جينات أنانية (بمعنى أنها تعزز بقاءها دون أن تعزز بالضرورة بقاء الكائن الحي أو المجموعة أو الأنواع التي تحوي هذا الجين)؛ هذه النظرية تشير إلى أن التكيفات هي الآثار الظاهرية للجينات لزيادة ظهورها في الأجيال القادمة. يتم الحفاظ على التكيف عن طريق الاختيار إذا كان يعزز البقاء على قيد الحياة الجينية مباشرة أو أنه مجرد أهداف ثانوية تسهم في نهاية المطاف في التكاثر الناجح.

### الإيثار الفردي والأنانية الجينية
الجين هو وحدة من المعلومات الوراثية الموجودة في العديد من النسخ الجسدية حول العالم، وأي نسخة جسدية قابلة للتكرار لدرجة أن تكوين نسخ جديدة أمر غير مهم من المفهوم الجيني؛ يمكن تفضيل الجين الأناني بعملية الاصطفاء الطبيعي عندما تقوم بقية الجينات بتطبيق الإيثار، يمكن تبسيط الفكرة كما يلي:
«إذا أعطت نسخة من جين ما فائدة (ب) لتركيب جديد، في الوقت الذي تكلف فيه هذه الفائدة التركيب الأصلي قيمة (ج)، يكون هذا العمل مفيد من الناحية الاستراتيجية إذا كان (Pب < ج) حيث P هو احتمال وجود نسخة من الجين في التركيب الذي يستفيد منه؛ لذلك تطلب الإجراءات ذات التكاليف الكبيرة قيماً ملحوظة من P؛ هناك حالتان تكون فيهما قيم P كبيرة: الصلة (القرابة) والتمييز».هايغ، 1997م، صفحة 288.
يجوز للمورثة الموجودة في الخلية الجسدية لفرد أن تتنازل عن التكرار في سبيل تشجيع نقل نسخها في خلايا الخط الجرثومي وهو يضمن أكبر قيمة للاحتمال P وهي (1) بسبب الاتصال المستمر والأصل المشترك من البيضة الملقحة.
تتنبأ نظرية اختيار الأقارب بأن الجين قد يعزز تمييز القرابة من خلال الاستمرارية التاريخية، إذ تتعلم الأم من فصيلة الثديات تحديد ذريتها الخاصة عند الولادة، ويقوم الذكر بتقديم ما يحصل عليه من موارد إلى الإناث التي اجتمع معهن، والفراخ الآخرون في العش هم أقارب....؛ يتم معايرة الإيثار بين الأقارب حسب قيمة P المعروف أيضاً بمعامل الارتباط، مثلاً الفرد لديه P= ½ بالنسبة إلى أخيه و p= 1/8 بالنسبة إلى ابن عمه، لذلك نتوقع مع ثبات العوامل الأخرى، زيادة الإيثار بين الأخوة أكثر من بين أبناء العمومة؛ في هذا السياق كان جون هالدين المتخصص في علم الوراثة يقول مازحاً «هل أتخلى عن حياتي لإنقاذ أخي؟ لا، لكنني أود أن أنقذ أخوين أو ثمانية أبناء عم»؛ ومع ذلك تبدو نظرية فحص الميل البشري للإيثار واختيار الأقارب عاجزة عن شرح الإيثار عبر الجنس أو عبر الأنواع.

### تأثير اللحية الخضراء
حصلنا على هذا الاسم من تجربة فكرية لريتشارد دوكينز، نظرت التجربة في إمكانية وجود جين تسبب في ظهور لحية خضراء عند الأشخاص الموجود فيهم هذا الجين وأن يكون هؤلاء الأشخاص منسجمين مع الأشخاص الآخرين الذين ظهرت عندهم صفة اللحية الخضراء؛ منذ ذلك الحين أصبح «تأثير اللحية الخضراء» يشير إلى شكل من أشكال تمييز الجين لنفسه، حيث قد يقوم هذا الجين في فرد ما بالإيثار من أجل مصلحة جين آخر مماثل له؛ هذه الجينات ستكون أنانية بشكل خاص حيث ستميز نفسها وتحمي نفسها بغض النظر عن التركيب الذي يحملها.
بعد أن تنبأ بها دوكينز، تم اكتشافها بالفعل في الطبيعة مثل –GP-9- في النمل الناري، -csA- في الأمبيا الاجتماعية، و-FLO1- في فطر الخميرة.

### أشكال الإيثار كافة

#### العطف
من ناحية أخرى، فإن الصفة الواحدة (العطف) بين المجموعات قادرة على تفسير الغالبية العظمى من سلوك الإيثار عند الجينات والتي تم تقبلها على أنها صفة جيدة، الآن تخيل تأثير اللحية الخضراء على أنه ليس صفة ظاهرية يمكن ملاحظتها بالعين المجردة بل هو سلوك متماثل بين الجينات فستتعرف الجينات في هذه الحالة على بعضها من خلال السلوك، وبالتالي قد تتم حادثة الإيثار بين الجينات المختلفة حتى ولو لم تكن  نفس الجينات بل يكفي تماثل أو تشابه السلوك وبالتالي سنلاحظ الإيثار عند كائنات لا تربطها أي صلة، فبعض الجينات ستحدث نفس التأثير في دورة الإيثار التكافلية.

#### الخداع
يلعب الخداع دوراً هاماً في التطور مثل التمييز الجيني تماماً، يمكن تشبيه هذه الظاهرة بسحلية غير مؤذية طورت نمطاً خاصاً يحاكي نمطاً خطيراً من أجل خداع الحيوانات المفترسة، بنفس الوقت قد يتظاهر المخلوق الأناني بأنه طيب من خلال «إنماء لحية خضراء» (أي أن المخلوق الشرير عرف بتأثير اللحية الخضراء وقام بإنماء لحية خضراء ليندمج مع مجموعة الأفراد -أصحاب اللحى الخضراء في مثالنا السابق- الذين يحمون بعضهم ويقومون بالإيثار)، وبالتالي تأثير اللحية الخضراء والإيثار وغيرها من الصفات التي تبدو أنها جيدة قد يكونوا ضارين للكثير من الكائنات.

## النزاع الجيني الداخلي
بما أن الجينات قادرة على الإيثار الفردي، فإنها ستنتج صراع داخلي بين الجينات في جينوم الفرد الواحد، تسمى هذه الظاهرة بالنزاع الجيني الداخلي، وتنشأ عندما يروج أحد الجينات للتكرار الخاص به على حساب الجينات الأخرى في الجينوم؛ ولتوضيح الفكرة قام المؤلف إيغبرت لي بتشبيه الجينوم بمجلس الجينات أي أن كل جين له مصلحته الشخصية لكن عندما يقوم جين بعمل يؤذي الجينات الأخرى تجتمع كل الجينات لتقمع الجين الضار.

## معادلة القيمة
هي وصف رياضي للتطور والانتقاء الطبيعي، توصل إليه جورج أر برايس الذي يعمل في لندن على إعادة صياغة عمل دابليو دي هاملتون على نظرية اصطفاء الأقارب.

## داعمي هذا المفهوم
بالإضافة إلى ريتشارد دوكينز وجورج ويليامز، قام علماء أحياء وفلاسفة آخرون بتوسيع وتنقيح نظريات الجينات الأنانية، مثل جون ماينارد سميث، وجورج برايس، وروبرت تريفيرس، ودايفيد هايغ، وهيلينا كرونين، ودايفيد هول، وفيليب كيتشر، ودانيال دينيت.

## الانتقادات
عارض كل من إرنست ماير، وستيفن جاي غولد، ودايفيد ويلسون، والفيلسوف إليوت سوبر، وجهة النظر الجينية، ودعا كل من إدوارد أوسبورن ويلسون، ودايفيد ويلسون، وإليوت سوبر، وريتشارد إب ميتشود، وسمير عكاشة، وجهة نظر بديلة هي «تعدد المستويات».
قام غولد في «مراجعة نيويورك للكتب» بوصف المنظور المرتكز على الجينات بأنه مربك، ويرى غولد أن الخيار الأفضل هو العمل على عدة مستويات، كما لفت الانتباه إلى المنظور الهرمي للاصطفاء؛ كما وصف غولد ادعاءات نظرية الجين الأناني بأنها صارمة وداروينية متطرفة وأصولية داروينية، ووصف المفهوم بشكل عام بأنه اختزالي للغاية، كما رأى بأن هذه النظرية تؤدي إلى نظرية خوارزمية بسيطة للتطور؛ في حين أن ماير قال بأن نظرية دوكينز ليست داروينية تماما.
كما تناول غولد مسألة الجينات الأنانية في مقاله «جماعات الرعاية والجينات الأنانية»، حيث قال بأن دوكينز لم يكن على دراية بالعمل الواعي للجينات ولكنه استعمل ببساطة استعارة مختصرة شائعة في الكتابات التطورية. بالنسبة إلى غولد، كان الخلل القاتل هو «بغض النظر عن مقدار الطاقة التي يرغب دوكينز في تقديرها للجينات، هناك أمر واحد لا يمكنه البت فيه، وهو الملاحظة المباشرة للاصطفاء الطبيعي»؛ وبدلاً من ذلك فإن وحدة الاختيار هي النمط الظاهري وليس النمط الجيني لأن النمط الظاهري الذي يتفاعل مع البيئة هو واجهة الاصطفاء الطبيعي؛ لذلك في تلخيص كيم ستيرلي لوجهة نظر غولد قال «لا تسبب الاختلافات الجينية تغييرات تطورية عند الأفراد وإنما تسجل التغيرات فقط». أما رد ريتشارد دوكينز على هذه التعليقات فقد جاء في كتابه «النمط الظاهري»، حيث بين بأن غولد يخلط علم الوراثة الجسيمية مع علم الأجنة الجسيمي، مشيراً إلى أن الجينات يمكن أن تمتزج عندما يتعلق الأمر بتأثيراتها على تطوير الصفات الظاهرية، ولكنها لا تندمج مع تكرارها.
بعد وفاة غولد في عام 2002م، تابع نيلز إلدردج الحجج المضادة لهذا المفهوم، حيث أشار إلدردج أنه في كتاب دوكينز «قس الشيطان» الذي نشر قبل كتاب إلدردج مباشرة، «ريتشارد دوكينز يقول أن الجينات هي التي تلعب دوراً رئيسياً في عملية التطور»، في حين أن غولد وإلدردج يريان أن الجينات تسجل فقط التطور وليس لها دور فيه.